# Charlotte Perrelli

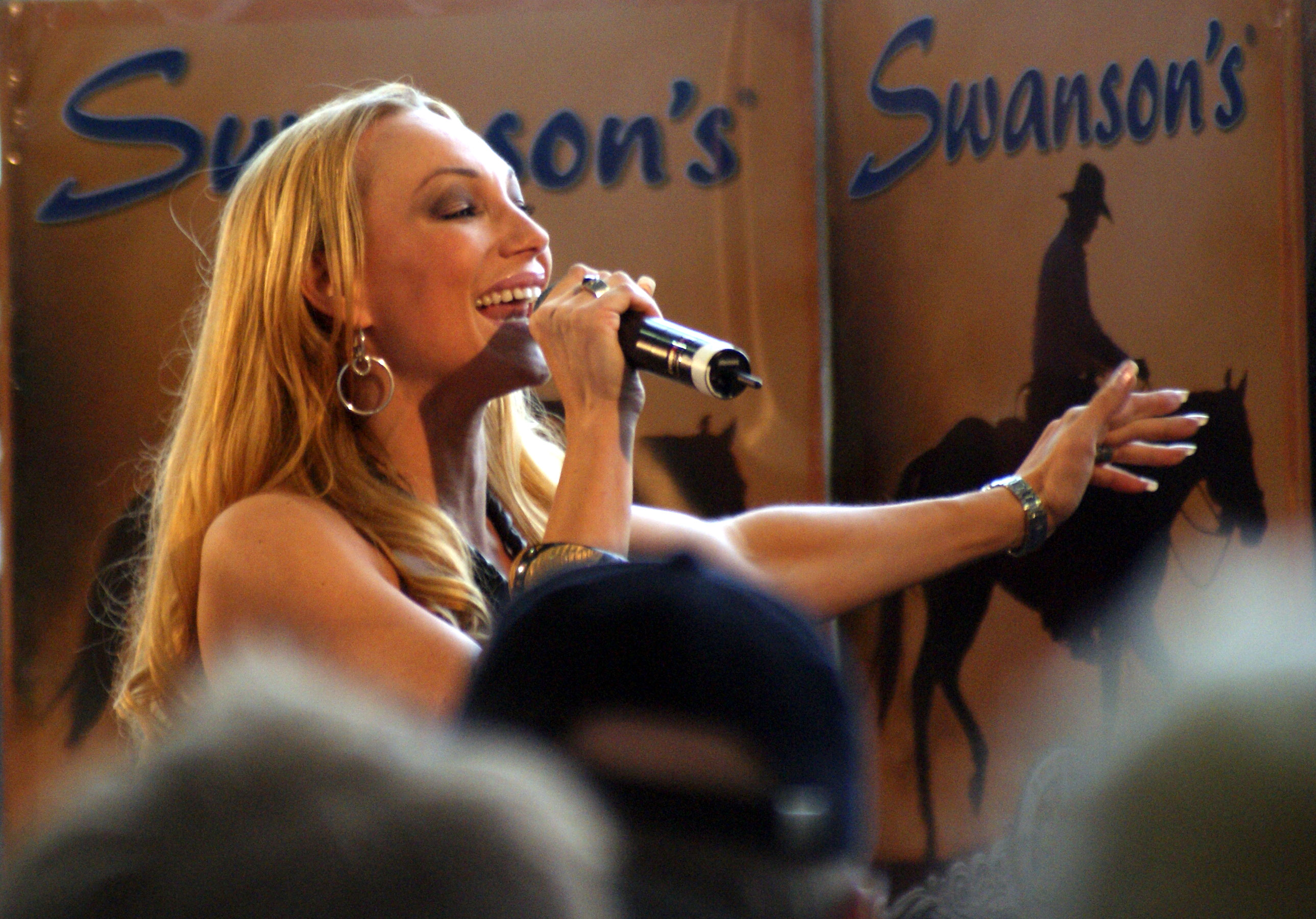
Charlotte Perrelli, 2008

Charlotte Perrelli (născută Nilsson;n. 7 octombrie 1974, Hovmantorp⁠(d), Hallands län, Suedia) a reprezentat Suedia la ediția din 1999 a concursului Eurovision, cu piesa „Take me to your heaven”, luând premiul cel mare.
A fost reprezentanta Suediei în 2008, cu piesa „Hero”. Melodia ei preferată din ediția acelui an era cea a României, „Pe-o margine de lume”, interpretată de Nico și Vlad Miriță.

## Discografie
- 1999 - Charlotte
- 2001 - Miss Jealousy
- 2004 - Gone Too Long
- 2006 - I din röst
- 2008 - Hero
- 2008 - Rimfrostjul
- 2012 - The Girl